# Ianthopsis
Ianthopsis is een geslacht van pissebedden uit de familie Acanthaspidiidae. De wetenschappelijke naam is voor het eerst geldig gepubliceerd in 1886 door Beddard.

## Soorten
- Ianthopsis beddardi Kussakin & Vasina, 1982
- Ianthopsis bovallii (Studer, 1884)
- Ianthopsis certus Kussakin & Vasina, 1982
- Ianthopsis franklinae Brandt, 1994
- Ianthopsis kimblae Brandt, 1994
- Ianthopsis laevis Menzies, 1962
- Ianthopsis monodi Nordenstam, 1933
- Ianthopsis multispinosa Vanhöffen, 1914
- Ianthopsis nasicornis Vanhöffen, 1914
- Ianthopsis nodosa Vanhöffen, 1914
- Ianthopsis ruseri Vanhöffen, 1914
- Ianthopsis studeri Kussakin & Vasina, 1982
- Ianthopsis vanhoeffeni Just, 2001

Niet geaccepteerde soorten:
- Ianthopsis caudata → Hawaianira caudata (Richardson, 1910)
- Ianthopsis pulchra → Janiralata pulchra (Hansen, 1916)